# Amphioplus gravelyi
Amphioplus gravelyi is een slangster uit de familie Amphiuridae.
De wetenschappelijke naam van de soort werd in 1970 gepubliceerd door James.